# Palazzo dell'Arte
Il Palazzo dell'Arte è un edificio storico di Milano, costruito nel 1933 su progetto dell'architetto Giovanni Muzio e sede monumentale della Triennale.

## Storia

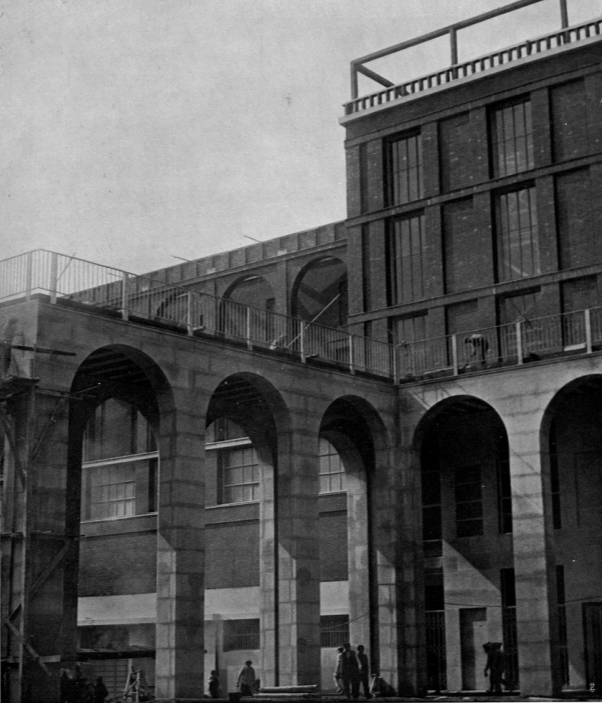
Il cantiere del costruendo palazzo dell'Arte fotografato nel 1933

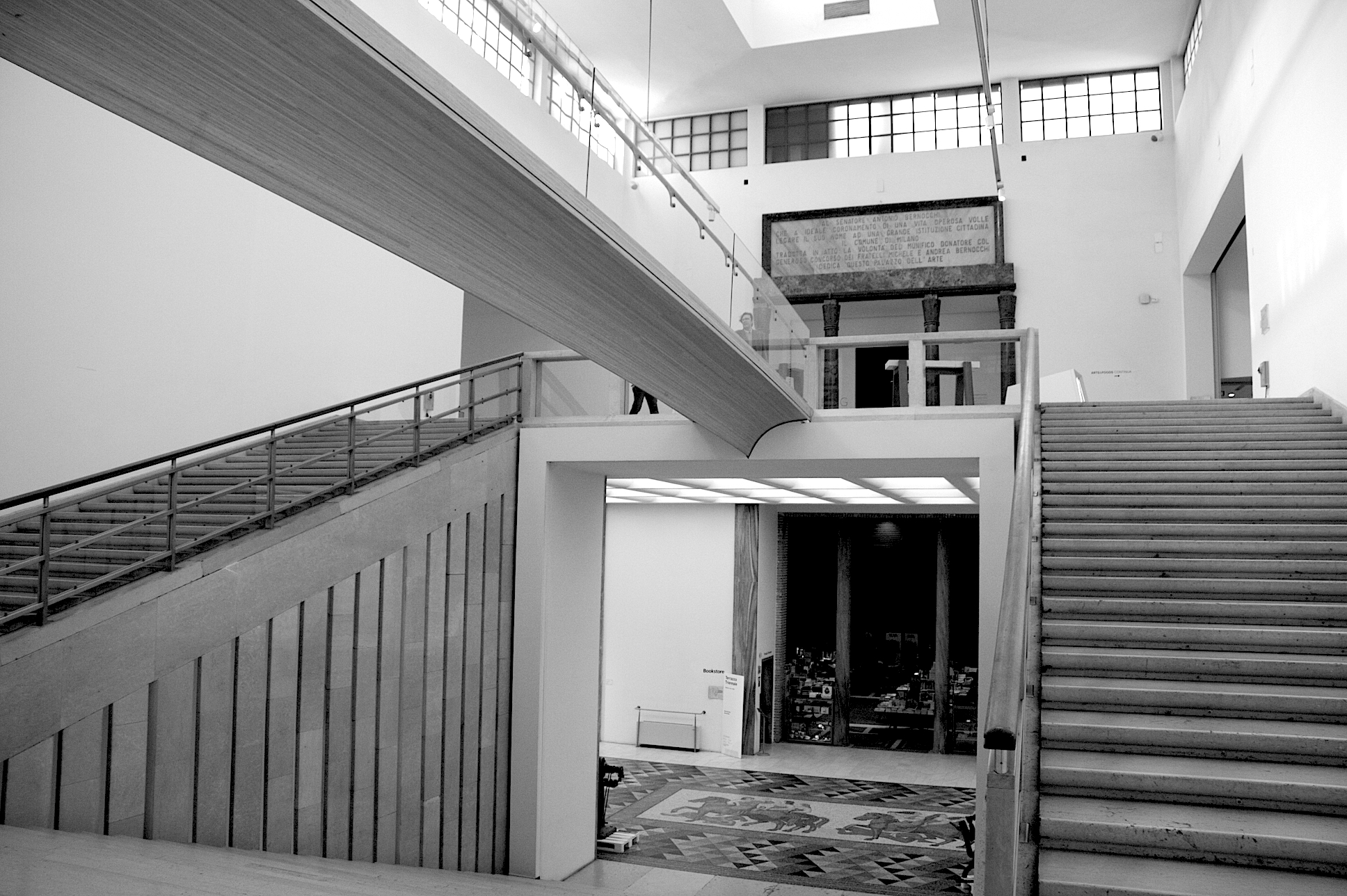
Lo scalone centrale del palazzo dell'Arte nel 1947

Il 19 maggio 1923 fu inaugurata nella Villa Reale di Monza la I Biennale di Monza come Mostra Internazionale delle Arti Decorative, con l'obiettivo di valorizzare i rapporti tra arte, società e industria e rivendicare una sintesi tra le varie forme di espressione creativa. Nel 1930 la rassegna, oltre a cambiare periodicità (donde il suo nome attuale, appunto - Triennale), acquisì un particolare prestigio, alimentato in quell'anno dalle presenze di Gio Ponti e del Gruppo 7, con Figini e Pollini: si pose così il problema di trasferire le esposizioni in una nuova sede, più ampia e funzionale, nella vicina città di Milano.
La sostenibilità economica di questo nuovo progetto fu garantita da un cospicuo lascito di cinque milioni di lire (equivalenti a quarantaquattro milioni di euro di oggi) predisposto da Antonio Bernocchi, senatore dalla grande sensibilità artistica e ampiamente consapevole della crescente importanza del design nella cultura contemporanea. 
L'edificio, denominato «Palazzo Bernocchi» e improntato a una spiccata modularità e flessibilità spaziale, oltre che a un razionalismo memore della lezione dell'architettura classica, fu costruito in soli diciotto mesi, tra l'autunno del 1931 e la primavera del 1933, e fu inaugurato in quell'anno in occasione della quinta edizione della Triennale, la prima a svolgersi a Milano. Se con il passare degli anni la Triennale conobbe un crescente successo, divenendo un imprescindibile punto di riferimento della vita culturale e artistica italiana, il Palazzo dell'Arte fu invece interessato da un lento e costante degrado. Alle distruzioni causate dai bombardamenti della seconda guerra mondiale, infatti, si aggiunsero i vandalismi subiti durante l'occupazione avvenuta nei fatti del Sessantotto, e una serie di interventi e scelte progettuali totalmente decontestualizzate dalle iniziali intenzioni progettuali di Muzio. A titolo di esempio, basta citare la scala in cemento armato costruita durante gli anni sessanta nella corte interna dell'edificio, disapprovata dallo stesso Muzio, e la pitturazione in nero di vetrate e superfici, messa in essere per calibrare l'incidenza luminosa in relazione con le esigenze espositive ma del tutto incompatibile con l'illuminazione naturale inizialmente immaginata dall'architetto.
A causa di queste generalizzate criticità il Palazzo dell'Arte, rimasto persino chiuso dal 1968 al 1979, fu interessato dal 1982 da un'operazione di restauro e di risanamento generale, affidata a Gae Aulenti, Umberto Riva e Angelo Cortesi, che ne ha consentito la riapertura definitiva nel 1983. Al 2002 è datato l'ultimo intervento di rinnovamento, orchestrato dall'architetto Michele De Lucchi, con l'obiettivo di «non stravolgere quanto realizzato da Muzio, ma integrarlo secondo la vocazione di museum in progress che caratterizza il Palazzo dell'Arte dalla fondazione a oggi».

Allestimenti per le Triennali nel Palazzo dell'Arte fotografati da Paolo Monti
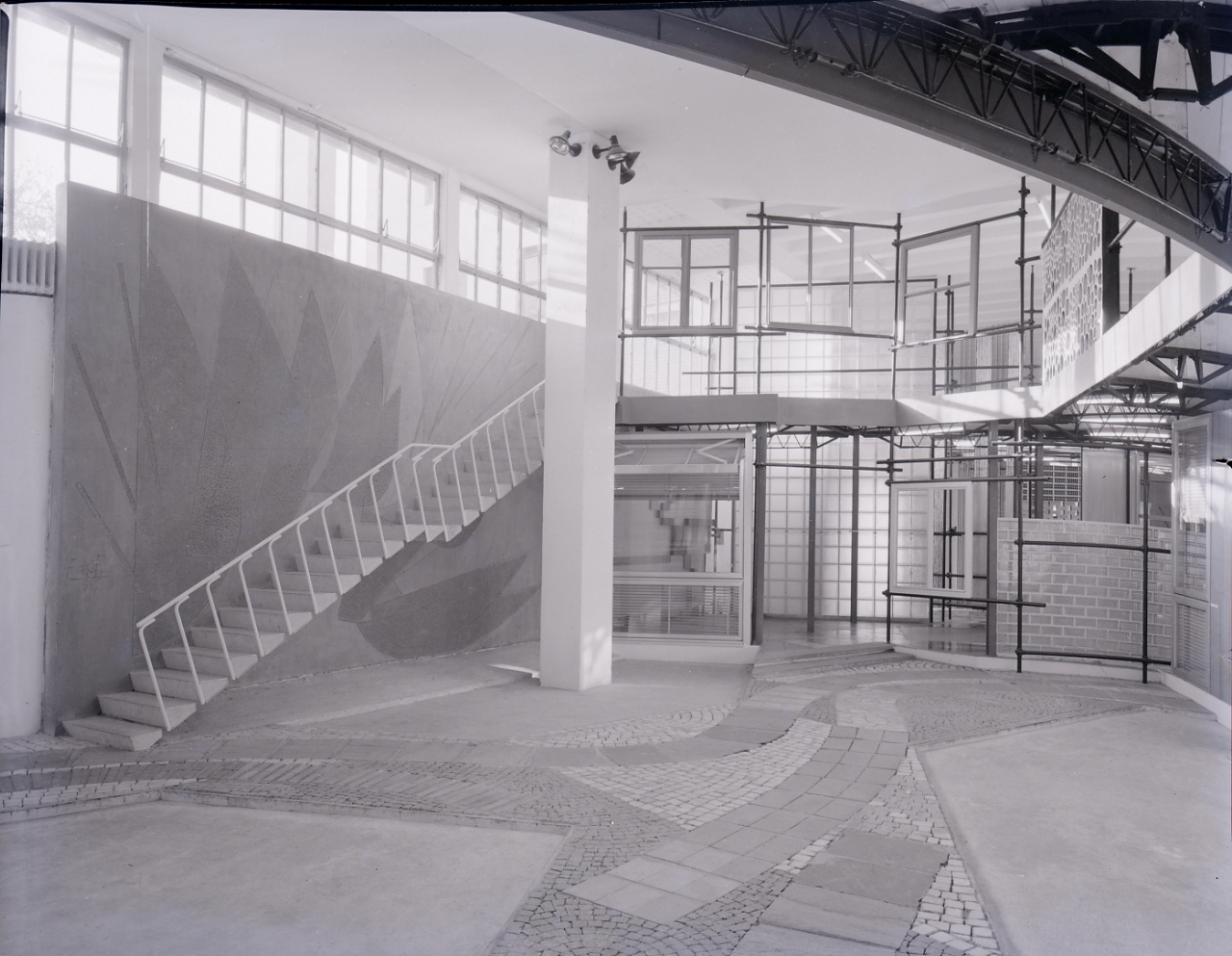
Allestimento per la X Triennale di Milano, 1954
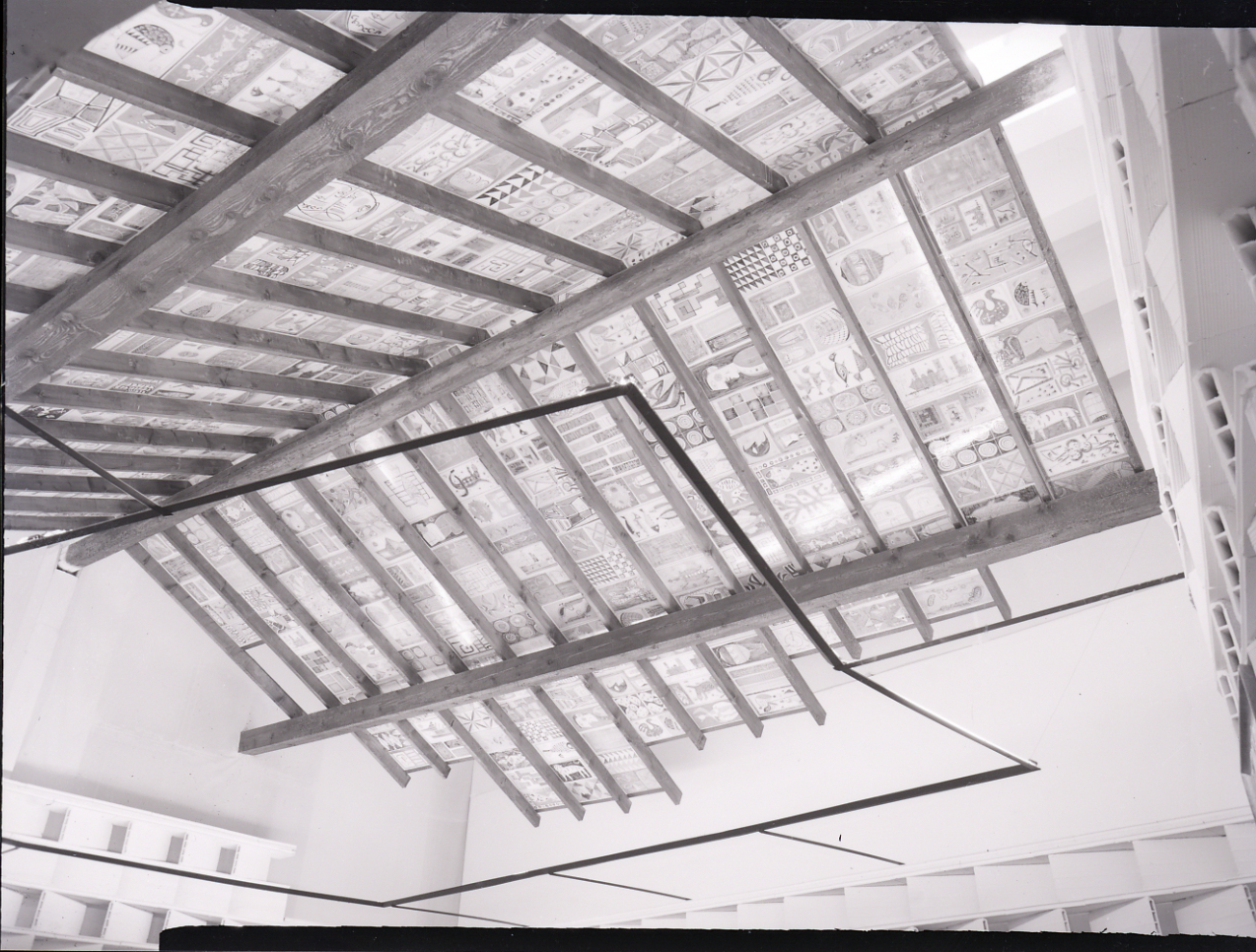
Allestimento grafico per la X Triennale, 1954
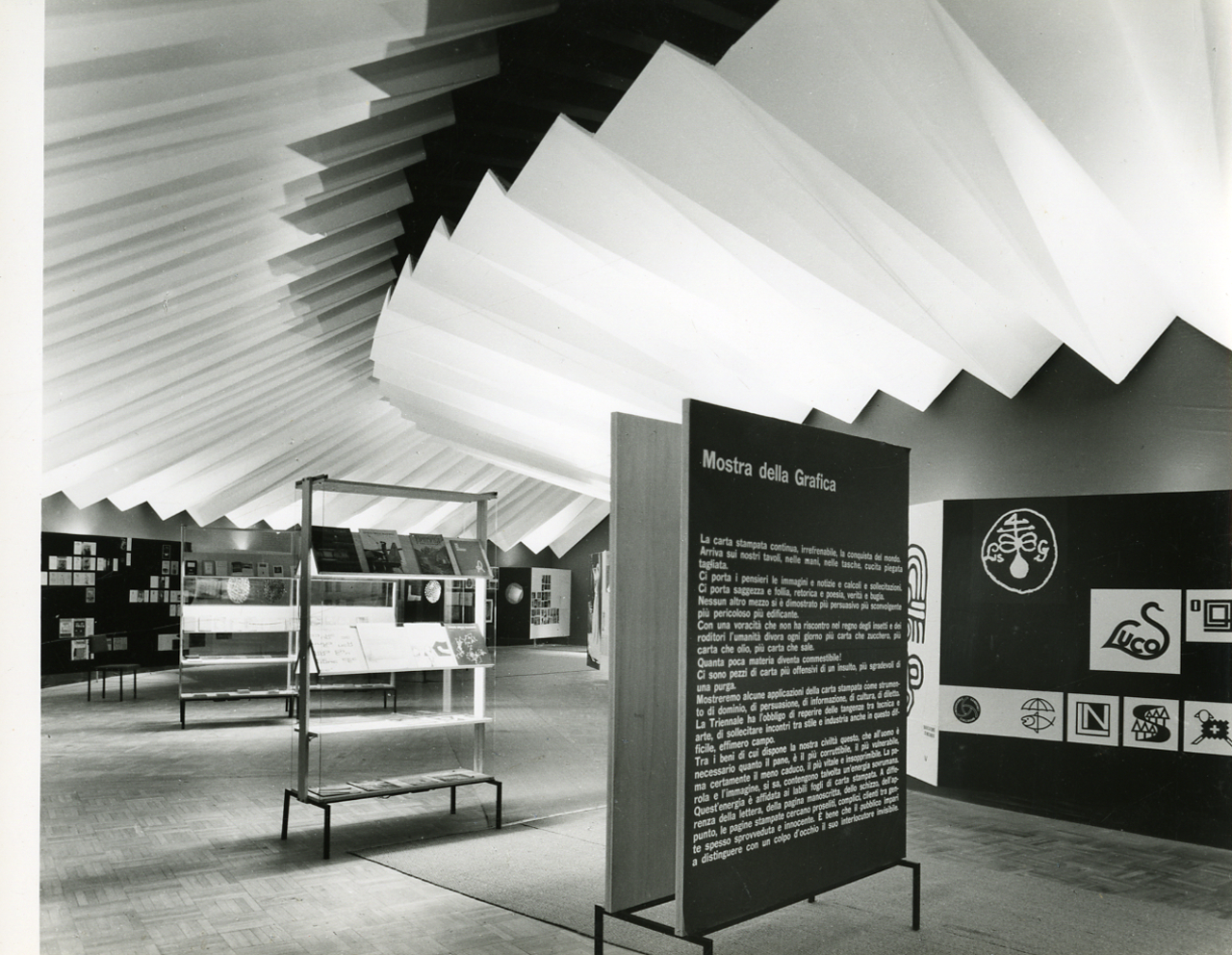
Mostra della grafica, X Triennale, 1954
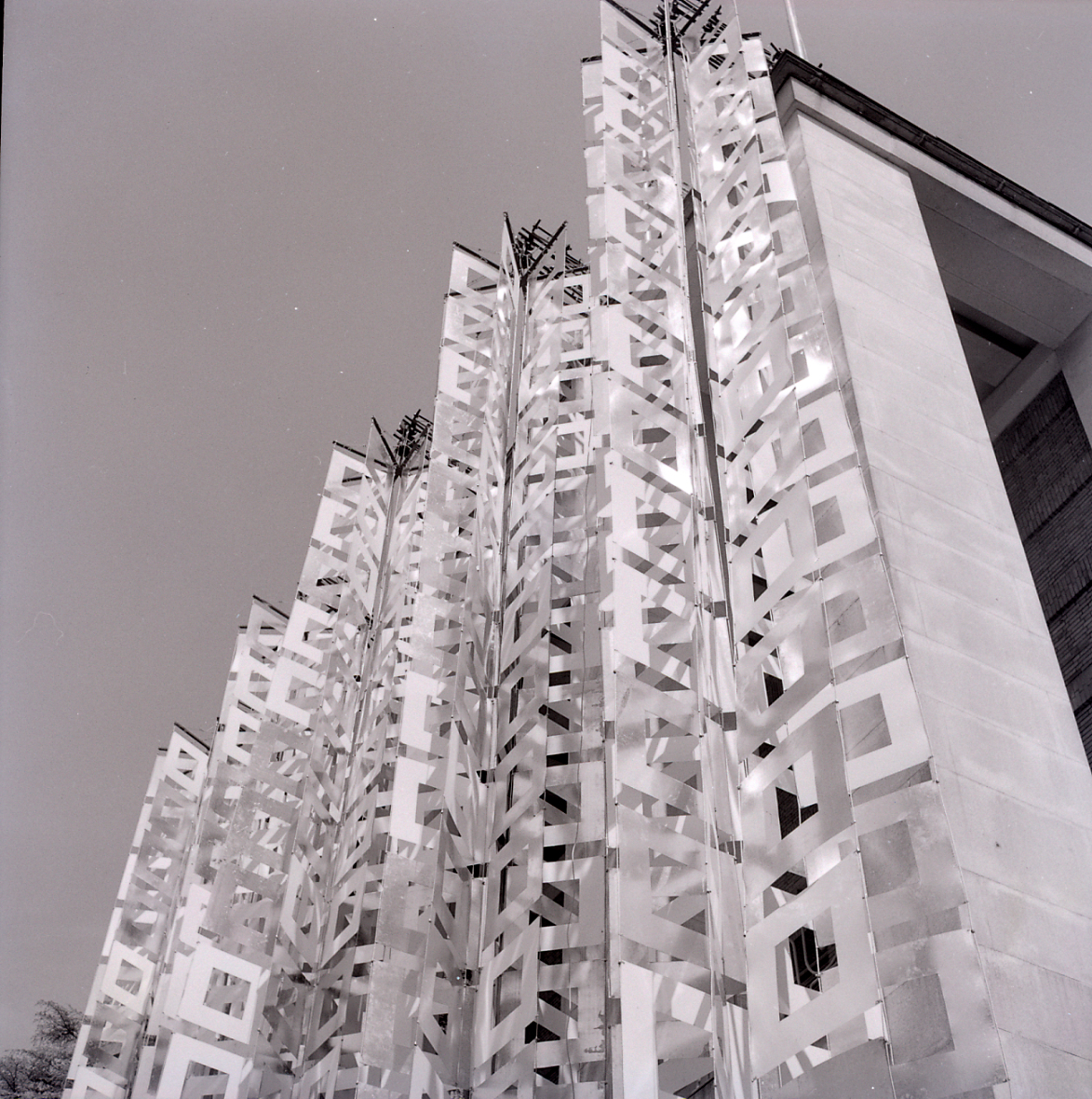
Decorazione applicata sulla facciata del Palazzo dell'Arte in occasione della X Triennale di Milano, 1954
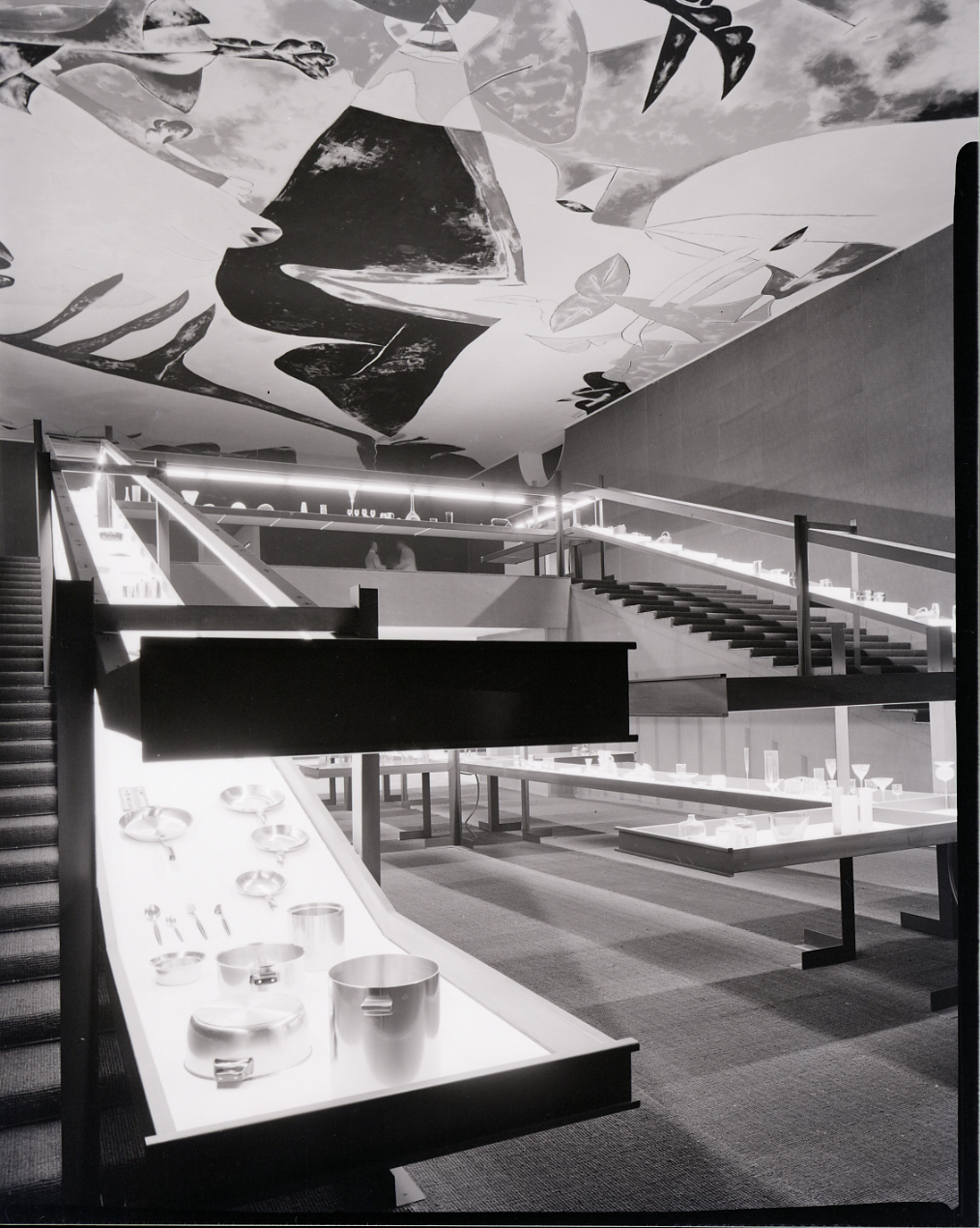
Allestimento per la XII Triennale di Milano, 1960
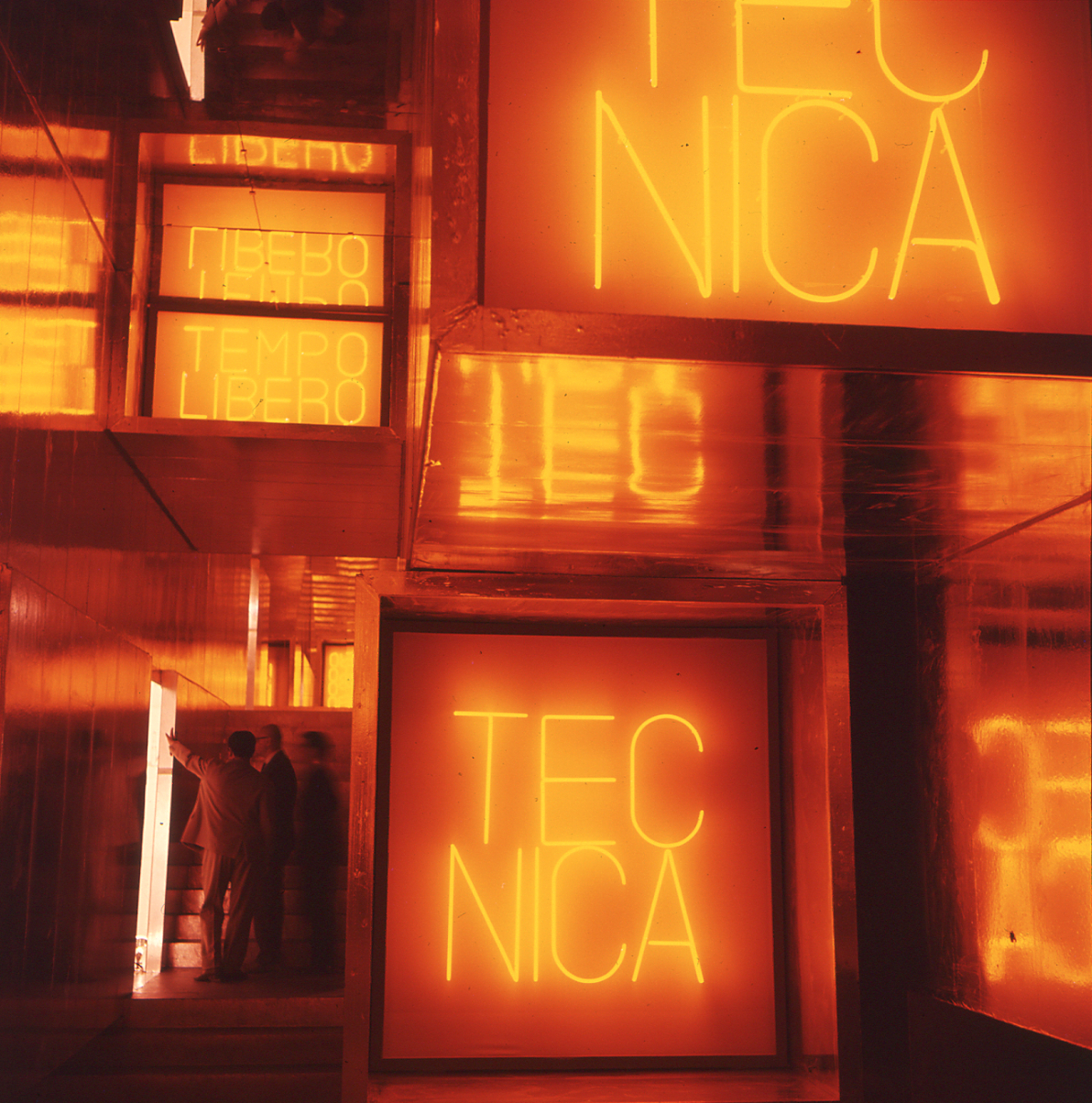
Installazione luminosa per le scale del Palazzo, XIII Triennale di Milano, 1964
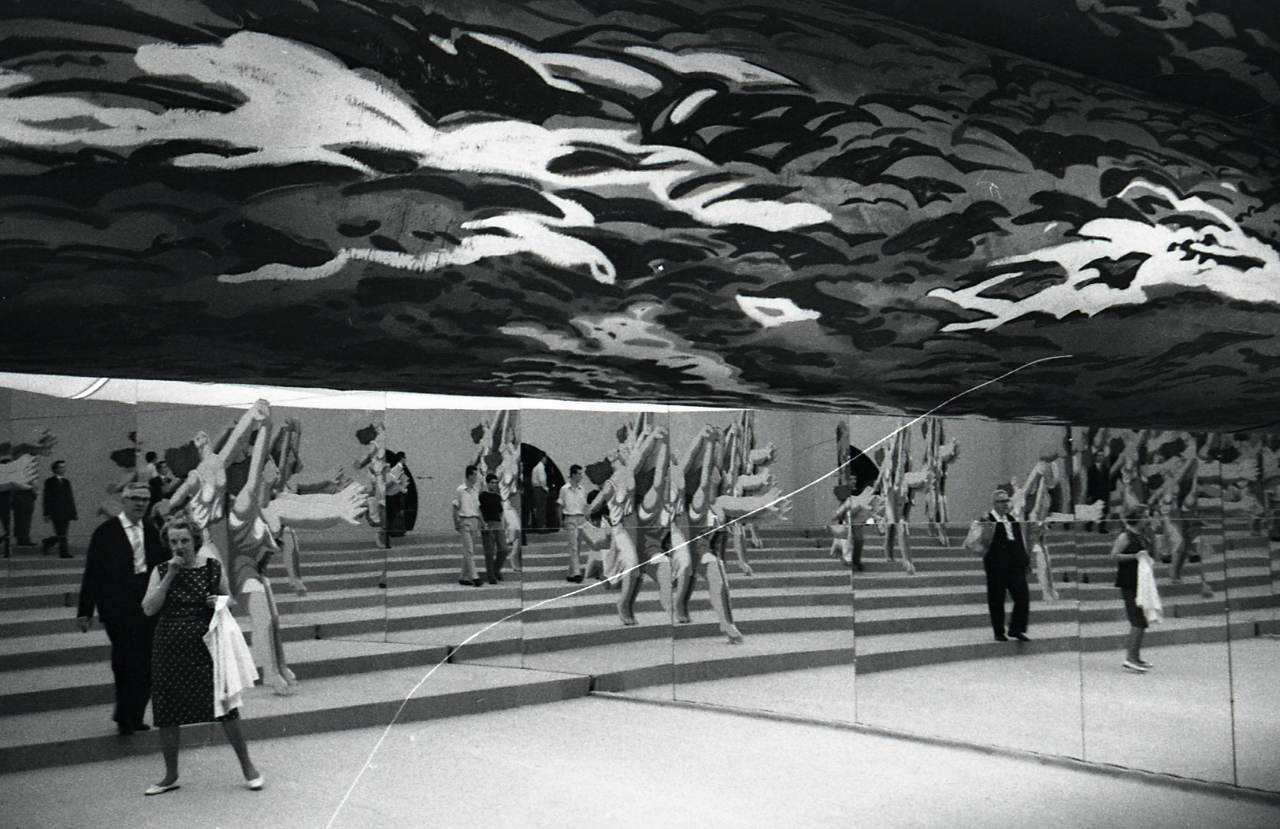
Allestimento per la XIII Triennale di Milano, 1964

## Scelta del luogo

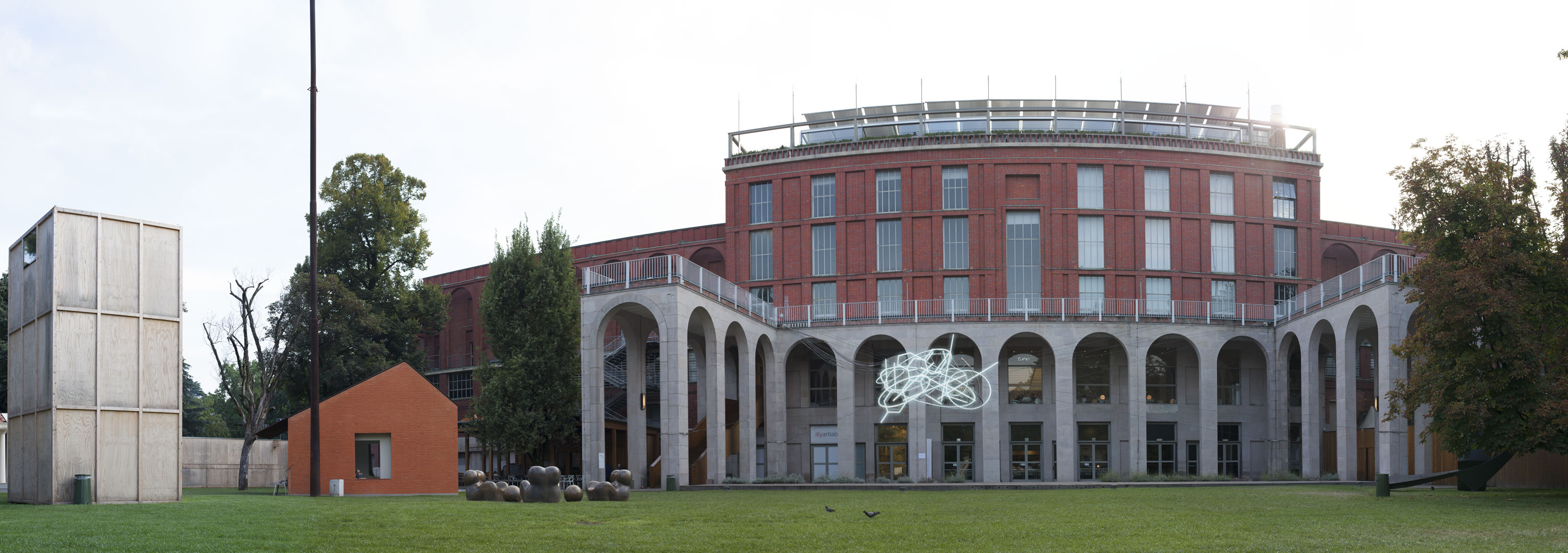
Il prospetto del palazzo rivolto verso il parco

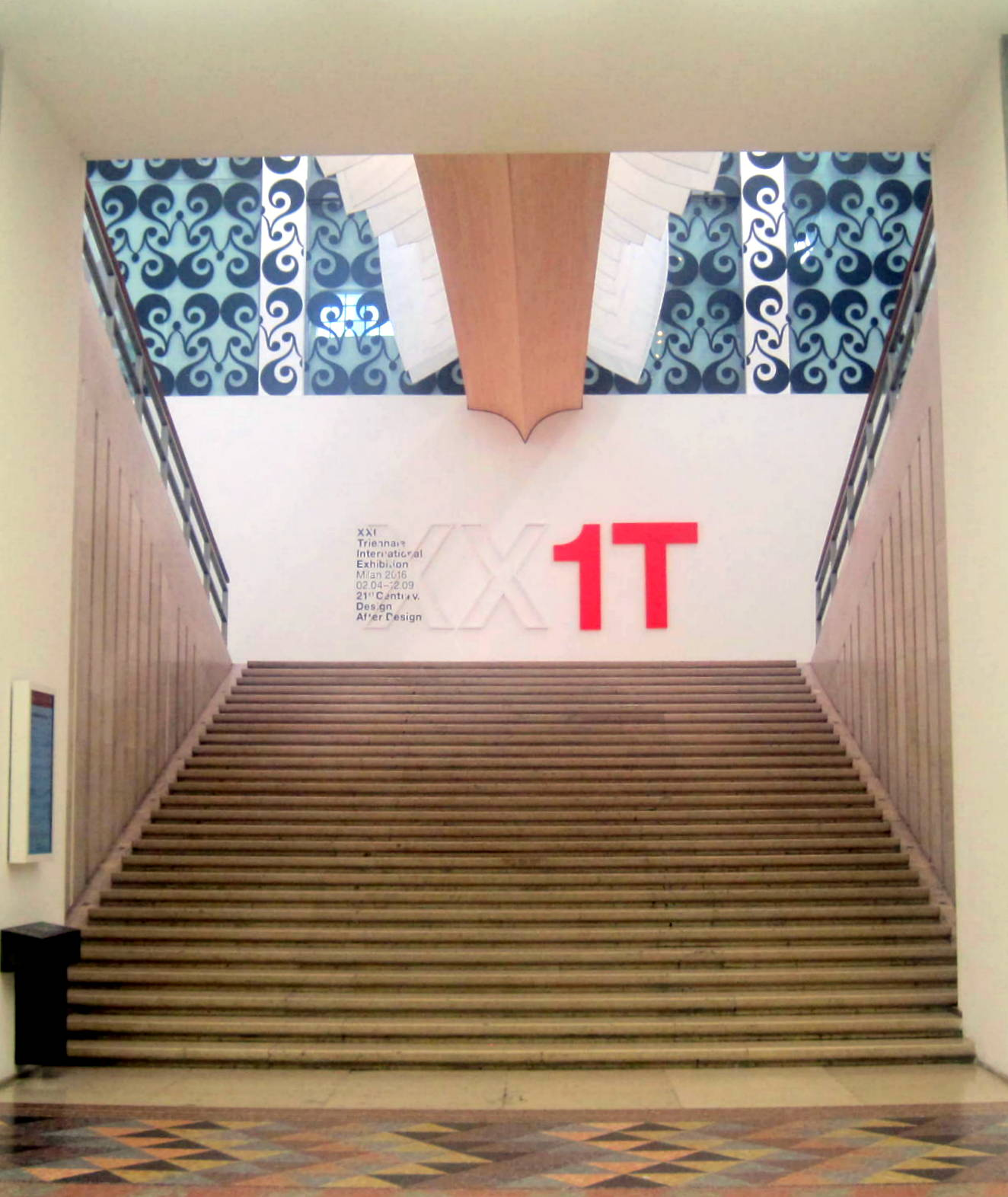
Lo scalone monumentale

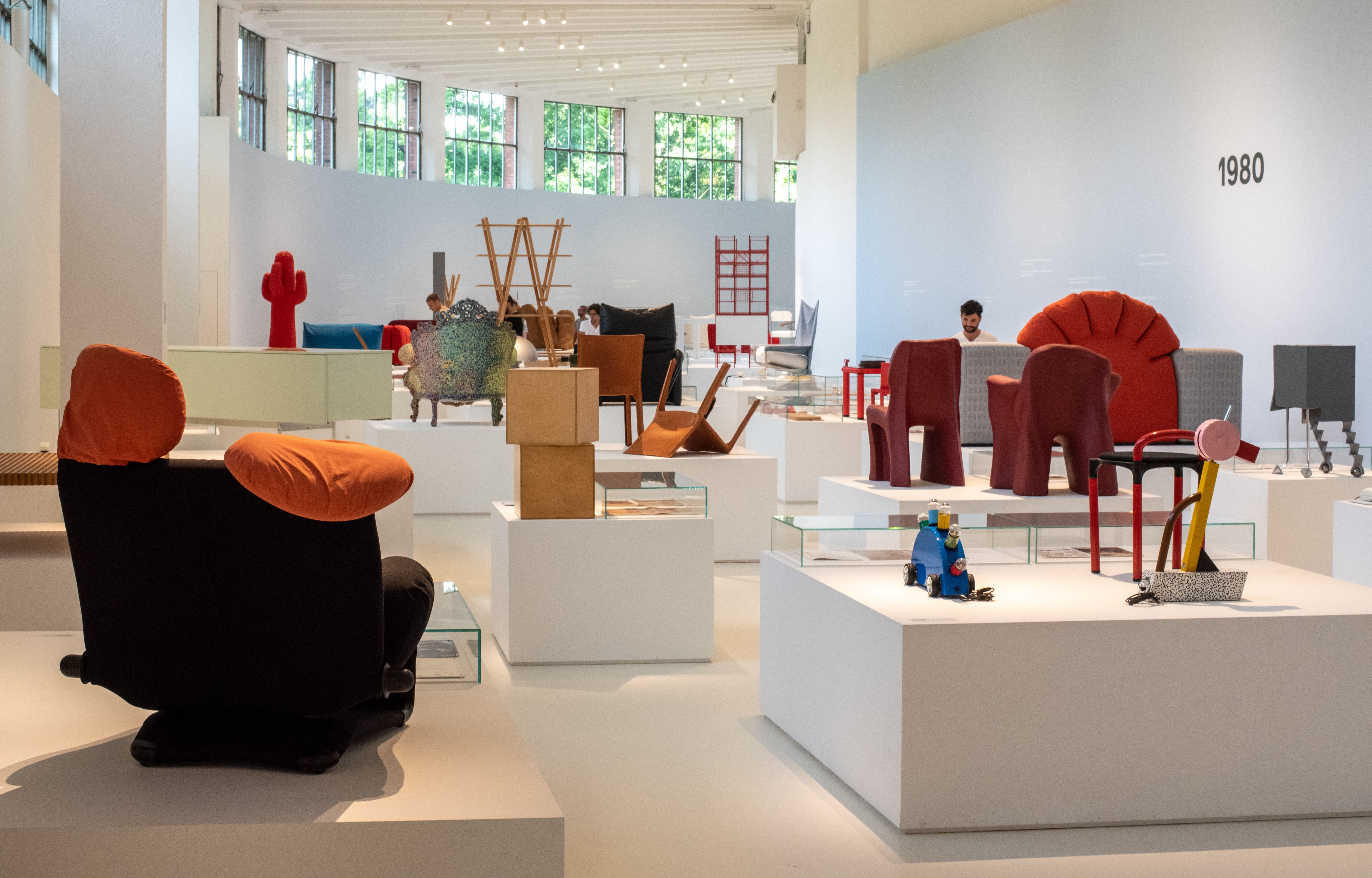
Il Museo del Design

Quando il senatore Bernocchi, podestà il senatore De Capitani d'Arzago, aveva manifestato l'intenzione di riservare un lascito per l'erezione di un palazzo dell'arte ad uso di esposizioni e mostre, venne individuato come possibile luogo di costruzione la Caserma Garibaldi -presso la basilica di Sant'Ambrogio- che nel piano di riammodernamento delle caserme era in previsione di essere demolita. 
Nominato commissario straordinario del Consorzio Monza-Umanitaria il dottor Giulio Barella, egli sollevò la questione del luogo ove tenere la quinta Triennale: Barella riteneva infatti che la sede della Villa Reale di Monza non fosse più adatta e, d'accordo con il podestà duca Visconti di Modrone, decise di trasferire la Triennale a Milano, come ufficializzato con Regio Decreto del 25 giugno 1931. Milano diventò quindi il terzo vertice del triangolo delle grandi manifestazioni artistiche italiane: Biennale di scultura e pittura a Venezia, Quadriennale di scultura e pittura a Roma e Triennale di arti decorative e industriali e dell'architettura a Milano.
Depositario della donazione era il senatore d'Arzago, che incaricò della costruzione del nuovo Palazzo dell'Arte l'architetto razionalista italiano Giovanni Muzio, già autore a Milano della Ca' Brutta in via Moscova (1919-23) e dell'edificio dell'Università Cattolica del Sacro Cuore (1929-34). L'area su cui erigere il nuovo palazzo fu sull'area demaniale al limitare del Parco Sempione.
Oltre agli aspetti più prettamente pragmatici - la forte centralità e l'appartenenza al demanio comunale - il parco, già luogo di delizia dell'antico ducato, era infatti dotato anche di un forte valore storico e ambientale, adeguato al prestigio della nuova istituzione d'arte. Sul lotto specifico all'interno del parco, che andava scelto in modo da scongiurare l'apertura di ulteriori assi viari e da preservare il patrimonio arboreo esistente, vi furono invece varie ipotesi progettuali. La prima prevedeva l'edificazione del palazzo in un'area adiacente via Paleocapa, opzione poi scartata dall'architetto in seguito a diversi sopralluoghi. Muzio, infatti, preferì inserire il nuovo edificio lungo viale Alemagna, così da renderlo il quarto polo ideale di completamento di quel palinsesto monumentale che, intorno al parco, si articolava sul Castello Sforzesco, sull'Arco della Pace e sull'Arena Civica.

## Descrizione del complesso
La localizzazione del palazzo dell'Arte è lungo il margine sud-ovest del parco Sempione, tangente con i tracciati ferroviari a servizio della vicina stazione di Milano Cadorna. Il fronte principale è rivolto verso viale Alemagna, strada appartenente a una importante direttrice viaria che collega il centro città con i sobborghi a nord-ovest; l'altro fronte, invece, è rivolto verso il parco, con il quale l'edificio sviluppa una forte relazione. L'impianto geometrico del parco Sempione, infatti, è definito da un asse maggiore, passante per il Castello Sforzesco e l'Arco della Pace, e ortogonalmente da un asse minore, definito dall'Arena Civica, alla quale il palazzo dell'Arte si pone come opportuno contraltare, riuscendo al contempo a calibrare senza perciò sovrastare le altre emergenze monumentali circostanti.
Dal punto di vista morfologico il palazzo presenta un impianto rettangolare di ispirazione basilicale, con un'ampia abside semicircolare a completamento del lato minore a sud-est. A completare questo volume, dotato di una forte longitudinalità in senso nord-sud, sono poi presenti sull'asse centrale due corpi emergenti, corrispondenti all'ingresso principale su viale Alemagna e al porticato aperto verso il parco Sempione. Per quanto riguarda la distribuzione interna, al piano terra sono presenti l'atrio, con il guardaroba da un lato e le biglietterie dall'altro, la Galleria della Triennale progettata da Gae Aulenti (dedicata alle esposizioni temporanee), il caffè (con un forte rapporto verso il prospiciente portico e il parco) e l'area dell'impluvium. Si tratta quest'ultimo di un'aula dall'altezza di quindici metri, concepita da Muzio per i suoi valori ambientali e luminosi come una «cascata di luce», un «giardino di inverno» all'interno del palazzo. Inizialmente arricchito da una fontana con una scultura di Leone Lodi realizzata su disegno di Mario Sironi, l'impluvium fu manomesso negli anni sessanta con la predisposizione di una soletta intermedia, che ne mutilò lo sfogo verticale oltre che i valori luministici, e fu pienamente recuperato solo con l'intervento di Michele De Lucchi, che lo rifunzionalizzò in una libreria a servizio del polo espositivo. Il piano superiore, accessibile mediante un monumentale scalone a tre rampe in pietra d'Istria, presenta numerose aule espositive oltre che gli spazi del museo del Design. Questo nuovo polo museale, introdotto in occasione dell'intervento di Michele De Lucchi, si inserisce nell'area emiciclica ad est ed è accessibile dal primo piano mediante una passerella sospesa sul grande vuoto dello scalone realizzata in acciaio, vetro e legno di rovere.
Muzio diede particolare rilievo nel palazzo a una distribuzione ottimale dell'illuminazione naturale, che penetra all'interno dell'edificio in maniera uniforme attraverso le alte e numerose finestre laterali aperte sui prospetti. Questa valorizzazione della luce è frutto di una lunga meditazione di Muzio sulle coeve esperienze razionaliste e funzionaliste europee: l'architetto, tuttavia, fu memore anche della lezione dei modelli classici, ripresi nella simmetria e nella regolarità della pianta e dei prospetti, strumenti con cui il palazzo si carica di una forte e solenne monumentalità. Di seguito si riporta una citazione dello stesso Muzio:
soluzioni, ma non è un modo di fare predisposto, prefissato e preordinato. Quindi il rapporto fra l'architetto e la cultura storica non è casuale, non è una scelta arbitraria: per me è un fatto quasi istintivo»
(Giovanni Muzio)
Dal punto di vista dei materiali impiegati, particolare rilievo linguistico e costruttivo ha il clinker, il mattone rosso reso popolare nel 1911 da Walter Gropius nelle sue officine Fagus. Questa scelta materica, pionieristica in Italia (dove sino a quel momento il clinker non era mai stato utilizzato in architettura), è carica di significati. Da una parte, infatti, intende stabilire un elemento di dialogo con il costruito circostante e in particolar modo con i prospetti in laterizio del vicino castello Sforzesco; dall'altra, invece, presenta un'aspirazione avanguardistica, resa esplicita con l'introduzione di un materiale moderno ed estraneo alla prassi costruttiva locale. Altro importante materiale da costruzione del palazzo è la pietra, utilizzata da Muzio in opposizione al clinker per conferire rilievo ai punti dei prospetti maggiormente rilevanti, come il corpo di ingresso, in granito rosa di Baveno, e il porticato sul retro.

Pianta del piano terra
Pianta del primo piano
Sezione longitudinale
Sezione trasversale